# Châteauneuf-sur-Loire
Châteauneuf-sur-Loire é uma comuna francesa na região administrativa do Centro, no departamento Loiret. Estende-se por uma área de 39,99 km². Em 2010 a comuna tinha 8 295 habitantes (densidade: 207,4 hab./km²).